# Чера (династия)
Чера (там. சேரர்) — дравидийская тамильская династия, правившая в Южной Индии в период с I по XII век. В ранний период государство Чера охватывало значительную часть территории Кералы, Конгунада, округа Салем, Дхармапури и южную часть округов Нагапаттинам и Тируварур. Столицей династии был город Ванчимутур в современном керальском округе Идукки. Во II веке столица была перенесена в Карур (Карурванчи). Период правления первой династии Чера подошёл к концу в III веке. На смену ей пришла вторая династия, правившая с IX по XII век. Столица государства в этот период переместилась в портовый город Музирис.
Правители династии Чера часто вступали в военные конфликты с соседними тамильскими государствами Пандья и Чола. В период правления династии наступил расцвет торговли специями, слоновой костью и драгоценными камнями. Оживлённая торговля осуществлялась с Месопотамией, Египтом, Грецией, Римом, Финикией и Аравией. Археологические свидетельства тому были найдены на Малабарском побережье, в основном в виде греческих, римских и арабских монет. Музирис упоминается в трудах древних авторов, в частности, в древнегреческой лоции «Перипл Эритрейского моря», где он описывается как речной порт, возможно, в районе современного Кодунгаллура.
Правители династии Чера поклонялись Богине-матери Коттаве, аналогу Деви в современном индуизме. В период правления династии в регионе также были распространены традиции буддизма и джайнизма. Около 800 года наступил период возрождения династии с приходом к власти Кулашекхары, правившего из Кодунгаллура и положившего начало второй династии Чера. Правители Чера последовавшего за этим периода были индуистами и правили под духовным руководством брахманов. Брахманская община Кералы в то время состояла из 32 общин, четыре из которых были представлены двумя брахманами в совете при дворе царя Черы. Династия прекратила своё существование в 1102 году, после того как царь Чола захватил и разрушил столицу государства Чера. Последний из Кулашекхаров, Рама Кулашекхара, перенёс столицу государства в Коллам и правил оттуда. Он успешно отразил атаку правителей Чола, но не смог остаться у власти из-за вражды с брахманами. Под его руководством осталась лишь южная часть Кералы — государство, называвшееся Венад. Остатки второй династии Чера положили начало династии Траванкора.